# Thế giới Rap – King of Rap
Thế giới Rap – King of Rap là một chương trình về dòng nhạc rap và dòng nhạc underground do Đài Truyền hình Việt Nam phối hợp với công ty Cát Tiên Sa sản xuất, dựa trên game show Show Me the Money của Mnet (Hàn Quốc). Chương trình được phát sóng trên kênh VTV3 vào 21 giờ 15 tối thứ 7 hàng tuần, từ ngày 1 tháng 8 đến ngày 14 tháng 11 năm 2020.

## Các vòng thi

### Vòng đấu loại (Audition)
Các thí sinh vượt qua vòng tuyển chọn đầu tiên trước đó sẽ thể hiện một bài rap tự sáng tác để thuyết phục bốn giám khảo phía dưới. Kết thúc phần thi của thí sinh, các giám khảo sẽ quyết định cho thí sinh đi tiếp hay không bằng việc lựa chọn "Đồng ý" hay "Không đồng ý".
Nếu có từ ít nhất hai trên bốn sự đồng ý của giám khảo, thí sinh sẽ nhận được chiếc dây chuyền có in logo của chương trình, đồng thời được bước tiếp vào vòng trong; ngược lại họ sẽ phải rời khỏi chương trình.
Vòng đấu loại này được diễn ra tại Thành phố Hồ Chí Minh (tập 1) và Hà Nội (tập 2).

### Vòng đấu nhóm
Trước khi thi đấu, những thí sinh đã vượt qua vòng đấu loại sẽ được các giám khảo chia thành các nhóm thi đấu (4 hoặc 5 người) để thi đấu với nhau. Các thí sinh sau đó lần lượt thể hiện các bài rap của mình theo thể thức nối tiếp: mỗi khi một thí sinh đã hoàn thành bài rap của mình sẽ chuyển sang cho thí sinh khác, và tiếp tục cho đến khi các thí sinh đã hoàn thành phần thi của mình. Các giám khảo sẽ đưa ra nhận xét và quyết định loại từ một đến hai thí sinh từng nhóm; thí sinh bị loại sẽ ngay lập tức phải rời khỏi cuộc thi.
Các thí sinh còn lại trên sân khấu sẽ được các giám khảo phân định bằng hình thức "đấu giá like". Từ giải thưởng 1 tỷ đồng của chương trình, mỗi người được cung cấp 250 triệu đồng để đấu giá các thí sinh của mình (1 "like" tương ứng với 1 triệu đồng). Đối với từng thí sinh, một giám khảo sẽ đưa ra mức "like" sàn, các giám khảo còn lại có thể nâng số "like" lên hoặc dừng lại. Khi ba trên bốn giám khảo đã quyết định dừng lại, thí sinh sẽ nhận được số "like" cao nhất của giám khảo còn lại. Các giám khảo quyết định không đấu giá sẽ không bị mất số "like" mà họ đã bỏ ra để đấu giá.
Kết thúc vòng đấu này, 40 thí sinh sẽ được đi tiếp vào vòng trong. Các thí sinh được đi tiếp được chia bảng theo số tiền tương ứng với số "like" mà họ có được theo thứ tự từ cao xuống thấp.

### Vòng Samples
Các thí sinh sau khi được chia bảng sẽ thi đấu theo thể thức đối đầu giữa các bảng: bảng A sẽ đấu với bảng D và bảng B sẽ đấu với bảng C. Các thí sinh sẽ được bắt cặp với nhau (thí sinh ở bảng có số "like" cao hơn sẽ được chọn thí sinh ở bảng có số "like" thấp hơn chưa thi đấu) và sẽ lựa chọn một bài hát mẫu (là các bài hát đã được phát hành) để sáng tác một phiên bản mới với trọng tâm là rap. Kết thúc tiết mục, ba giám khảo (gồm giám đốc âm nhạc Hồ Hoài Anh và hai giám khảo không thuộc cùng bảng đấu của các thí sinh) sẽ chấm điểm cho phần thể hiện của các thí sinh. Thí sinh nhận được điểm cao hơn sẽ giành chiến thắng trận đấu đó, trong khi thí sinh thua cuộc sẽ bị loại và mất toàn bộ số "like" có được ở vòng đấu nhóm vào tay người chiến thắng.
Việc chia giám khảo trong vòng đấu này dựa trên số "like" mà các giám khảo sở hữu trong bảng đó. Một giám khảo sẽ được chọn làm mentor (và là huấn luyện viên) của một bảng dựa trên tổng số "like" mà ba thí sinh có được cao nhất do cùng một mentor đưa ra.
Kết thúc vòng đấu này, sẽ chỉ còn 20 thí sinh bước tiếp vào vòng Collaborations.

### Vòng Collaborations[4]
20 thí sinh được chia thành 4 bảng đấu mới dựa vào số điểm (số "like") mà họ sở hữu sau khi giành chiến thắng ở vòng Samples theo thứ tự từ cao xuống thấp. Từ đó, họ sẽ được chia thành 10 cặp đấu loại trực tiếp giữa bảng A với bảng D, bảng B và bảng C (mỗi bảng gồm 5 cặp đấu). Việc bắt cặp các thí sinh lần này sẽ được giám đốc âm nhạc Hồ Hoài Anh lựa chọn.
Luật thi đấu của vòng này về cơ bản giống như vòng Samples, chỉ khác ở chỗ các thí sinh sẽ phải thể hiện tiết mục của mình cùng nhau và kết hợp cùng với một ca sĩ khách mời. Điểm số vẫn được các giám khảo (gồm giám đốc âm nhạc Hồ Hoài Anh và hai mentor không thuộc cùng bảng đấu của các thí sinh) quyết định và thí sinh có điểm số cao nhất sẽ giành chiến thắng; đồng thời đi tiếp với tổng số "like" của họ và số "like" của chính người thua trong cặp đấu đó.
Kết thúc vòng đấu này, sẽ chỉ có 10 thí sinh bước tiếp vào vòng R&B.

### VòngR&B
Trong vòng đấu này, 10 thí sinh còn lại sẽ được chia lại thành 2 bảng đấu dựa vào số điểm (số "like") mà họ sở hữu sau khi giành chiến thắng ở vòng Collaborations theo thứ tự từ cao xuống thấp. Từ đó, họ sẽ được chia thành 5 cặp đấu loại trực tiếp giữa bảng A với bảng B.
Luật thi đấu của vòng này về cơ bản giống như vòng Samples, chỉ khác ở chỗ mỗi thí sinh sẽ phải thể hiện cùng với một ca sĩ khách mời (là những nghệ sĩ nổi tiếng thuộc dòng nhạc R&B). Điểm số lần này sẽ do cả bốn giám khảo và khán giả (tại thời điểm ghi hình) quyết định. Các giám khảo và khán giả sẽ chấm điểm cho hai thí sinh trong cùng một trận đấu dựa trên thang điểm 10. Điểm của giám khảo chiếm 50% tổng số điểm của thí sinh và điểm bình chọn của khán giả chiếm 50% còn lại. Thí sinh có tổng điểm cao nhất từ bình chọn của khán giả và giám khảo sẽ giành chiến thắng; đồng thời đi tiếp với tổng số "like" của họ và số "like" của chính người thua trong cặp đấu đó.
Kết thúc vòng đấu này, sẽ chỉ có 5 thí sinh được đi tiếp vào vòng chung kết.

### Vòng Hồi sinh
Vòng thi này dành cho các thí sinh bị loại trước vòng Chung kết. Các thí sinh bị loại từ nhóm 40 thí sinh ở vòng Samples sẽ được chương trình hỗ trợ để thực hiện một MV rap được thực hiện với hiệu ứng hình ảnh Visual Art (đồ hoạ hình ảnh trực quan). Khán giả sẽ bình chọn thông qua cổng bình chọn của chương trình trong vòng 48 giờ (kể từ 22:00 ngày 10 tháng 10 năm 2020). Sau vòng bình chọn này, 12 thí sinh có số lượng bình chọn cao nhất từ khán giả (không tính những thí sinh còn lại sau vòng Bán kết) sẽ bước vào vòng Hồi sinh (diễn ra sau tập Bán kết 1 tuần).
Các thí sinh được tham dự vòng này sẽ trình diễn một tiết mục đã được chuẩn bị trước đó. Khi các phần thi của các thí sinh đã kết thúc, các giám khảo và khán giả tại trường quay sẽ bình chọn và chấm điểm cho các thí sinh. Điểm số của mỗi thí sinh sẽ là tổng điểm trung bình của ban giám khảo (chiếm 50% tổng số điểm của thí sinh) và điểm trung bình của khán giả tại trường quay (chiếm 50% tổng số điểm còn lại). 3 thí sinh có tổng điểm cao nhất sẽ giành chiến thắng trong vòng đấu này, nhận 100 "like" (tương ứng 100 triệu đồng) và bước vào đêm chung kết cùng các thí sinh đã vượt qua vòng R&B trước đó.

### Vòng Chung kết
8 thí sinh (gồm 5 thí sinh chiến thắng vòng R&B và 3 thí sinh từ vòng Hồi sinh) sẽ thi đấu trong vòng này.
Các thí sinh sẽ trải qua hai vòng thi:
- Vòng 1 là vòng Collaborations, gồm 4 cặp đấu. Ở mỗi cặp đấu, thí sinh có số "like" cao hơn sẽ được bắt cặp với thí sinh có số "like" thấp hơn để thi đấu với nhau trong một tiết mục có sự hỗ trợ của một ca sĩ khách mời. Điểm số của vòng này sẽ được tính theo tổng điểm trung bình của các giám khảo (chiếm 50% tổng điểm của mỗi thí sinh) và điểm bình chọn của khán giả tại trường quay (chiếm 50% tổng điểm còn lại). Thí sinh có số điểm cao hơn trong mỗi cặp đấu sẽ giành chiến thắng và bước vào vòng tiếp theo.
- Vòng 2 là phần trình diễn độc lập (solo) của 4 thí sinh chiến thắng trong 4 cặp đấu ở vòng 1. Mỗi thí sinh sẽ trình diễn một tiết mục rap đã được chuẩn bị từ trước. Điểm số của vòng này sẽ được tính theo điểm quy đổi của các giám khảo (chiếm 50% tổng điểm của mỗi thí sinh) và điểm quy đổi từ các khán giả tại trường quay, cũng như bình chọn của khán giả trong vòng 48 giờ kể từ thời điểm kết thúc tập 14 (chiếm 50% tổng điểm còn lại). Thí sinh có tổng số điểm cao nhất sẽ trở thành quán quân của chương trình, ba thí sinh còn lại sẽ là á quân

Mỗi á quân sẽ nhận được giải thưởng trị giá 100 triệu đồng. Quán quân sẽ nhận được giải thưởng trị giá 1 tỷ đồng và được thực hiện một MV do Def Jam Vietnam sản xuất trị giá 200 triệu đồng, đồng thời đại diện cho Việt Nam tham dự Yo! MTV Raps châu Á. Ngoài ra, một thí sinh bị loại từ vòng 1 của đêm Chung kết nhận được tỷ lệ bình chọn cao nhất của khán giả sẽ nhận được giải thưởng 50 triệu đồng. Các thí sinh còn lại của Top 8 sẽ nhận được giải thưởng 30 triệu đồng.

## Huấn luyện viên và người hỗ trợ

### Huấn luyện viên
Chú thích
- ✔️: Có

| BigDaddy   | ✔️ |    |    |
| Lil' Shady | ✔️ | ✔️ | ✔️ |
| Datmaniac  | ✔️ |    |    |
| LK         | ✔️ |    |    |

### Người hỗ trợ
| Mùa | Nhân vật      | Vị trí          |
| --- | ------------- | --------------- |
| 1   | Trang Moon    | DJ              |
| 1   | Màu Nước Band | Ban nhạc hỗ trợ |
| 1   | MC Ill        | Ban cố vấn      |
| 1   | Torai9        | Ban cố vấn      |

## Các thí sinh lọt vào đêm chung kết

### Mùa 1
Trận chung kết của mùa này được phát sóng vào ngày 14 tháng 11 năm 2020.
| Thứ hạng | Thí sinh   | Danh hiệu                    |
| -------- | ---------- | ---------------------------- |
| 1        | ICD        | Quán quân                    |
| 2        | Pháo       | Á quân                       |
| 3        | Tuimi      | Á quân                       |
| 4        | RICHCHOI   | Á quân                       |
| 5        | HIEUTHUHAI | Thí sinh được yêu thích nhất |
| 6        | Rica       | Top 8                        |
| 7        | Right      | Top 8                        |
| 8        | Chị Cả     | Top 8                        |

## Các mùa phát sóng

### Mùa 1
Mùa đầu tiên của chương trình được phát sóng từ ngày 1 tháng 8 năm 2020 đến ngày 14 tháng 11 năm 2020. Các thí sinh mùa này gồm:
| Các vòng thi        | Các thí sinh | Các thí sinh | Các thí sinh | Các thí sinh |
| Các vòng thi        | Bảng A | Bảng B | Bảng C | Bảng D |
| ------------------- | --- | --- | --- | --- |
| Vòng chung kết      | ICD, RichChoi, Tuimi, Pháo, HIEUTHUHAI, Chị Cả, Rica, Right | ICD, RichChoi, Tuimi, Pháo, HIEUTHUHAI, Chị Cả, Rica, Right | ICD, RichChoi, Tuimi, Pháo, HIEUTHUHAI, Chị Cả, Rica, Right | ICD, RichChoi, Tuimi, Pháo, HIEUTHUHAI, Chị Cả, Rica, Right |
| Vòng hồi sinh       | Captain, Chị Cả, Ngắn, Weeza, Dablo, Spideboy, Color, Sóc Nâu, Rica, Right, Nhật Hoàng, Kenji (P336) | Captain, Chị Cả, Ngắn, Weeza, Dablo, Spideboy, Color, Sóc Nâu, Rica, Right, Nhật Hoàng, Kenji (P336) | Captain, Chị Cả, Ngắn, Weeza, Dablo, Spideboy, Color, Sóc Nâu, Rica, Right, Nhật Hoàng, Kenji (P336) | Captain, Chị Cả, Ngắn, Weeza, Dablo, Spideboy, Color, Sóc Nâu, Rica, Right, Nhật Hoàng, Kenji (P336) |
| Vòng R&B            | Tuimi, Wrxdie, HIEUTHUHAI, ICD, Dablo | KidChoi, Nhật Hoàng, Chị Cả, Pháo, Lona | | |
| Vòng Collaborations | VSOUL, HIEUTHUHAI, Wxrdie, ICD, Chị Cả | Nhật Hoàng, Linh Thộn, RichChoi, Rica, Vy Jacko | Captain, Pháo, Dablo, Gizmo, Lona | GTM, Kenji (P336), Right, Tuimi, Color |
| Vòng Samples        | Wxrdie, Droppy, RichChoi, VSOUL, Chị Cả, ICD, Rica, Spideboy, Pháo, Mfree | Kenji (P336), Weeza, HIEUTHUHAI, Tuimi, Linh Thộn, Thy, TBOSS, RAF, Sóc Nâu, Billy | Hoàng Lê Quân, Dablo, Right, Color, Gizmo, Hoàng Đảo Chủ, Ngắn, MES, Lona, GTM | Vy Jacko, Phởn, Nhật Hoàng, Nevadie, Captain, MAS, 1NG, D Blue, CJAY, Lowkey |
| Vòng đấu nhóm       | - Nhóm 1: GTM - Pháo - Killic - Night T - Color - Nhóm 2: DP - Wxrdie - RAF - Maxwell - Spideboy - Nhóm 3: Kick - Min - Thy - Weeza - Nhóm 4: RichChoi - Droppy - Hazel - VSOUL - ICD - Nhóm 5: Tuimi - Rica - SCRIPB - Nevadie - Sóc Nâu - Nhóm 6: Winno - Mfree - Lowkey - Lona - Phởn - Chị Cả - Nhóm 7: Nhật Hoàng - Captain - D Blue - Slick - Kenji (P336) - Nhóm 8: Hoàng Đảo Chủ - MAS - Right - King Kudo - Nhóm 9: Linh Thộn - Ngắn - Vy Jacko - KN - PASSED - Nhóm 10: MC WIZ - Dablo - Billy - TBOSS - HIEUTHUHAI | - Nhóm 1: GTM - Pháo - Killic - Night T - Color - Nhóm 2: DP - Wxrdie - RAF - Maxwell - Spideboy - Nhóm 3: Kick - Min - Thy - Weeza - Nhóm 4: RichChoi - Droppy - Hazel - VSOUL - ICD - Nhóm 5: Tuimi - Rica - SCRIPB - Nevadie - Sóc Nâu - Nhóm 6: Winno - Mfree - Lowkey - Lona - Phởn - Chị Cả - Nhóm 7: Nhật Hoàng - Captain - D Blue - Slick - Kenji (P336) - Nhóm 8: Hoàng Đảo Chủ - MAS - Right - King Kudo - Nhóm 9: Linh Thộn - Ngắn - Vy Jacko - KN - PASSED - Nhóm 10: MC WIZ - Dablo - Billy - TBOSS - HIEUTHUHAI | - Nhóm 1: GTM - Pháo - Killic - Night T - Color - Nhóm 2: DP - Wxrdie - RAF - Maxwell - Spideboy - Nhóm 3: Kick - Min - Thy - Weeza - Nhóm 4: RichChoi - Droppy - Hazel - VSOUL - ICD - Nhóm 5: Tuimi - Rica - SCRIPB - Nevadie - Sóc Nâu - Nhóm 6: Winno - Mfree - Lowkey - Lona - Phởn - Chị Cả - Nhóm 7: Nhật Hoàng - Captain - D Blue - Slick - Kenji (P336) - Nhóm 8: Hoàng Đảo Chủ - MAS - Right - King Kudo - Nhóm 9: Linh Thộn - Ngắn - Vy Jacko - KN - PASSED - Nhóm 10: MC WIZ - Dablo - Billy - TBOSS - HIEUTHUHAI | - Nhóm 1: GTM - Pháo - Killic - Night T - Color - Nhóm 2: DP - Wxrdie - RAF - Maxwell - Spideboy - Nhóm 3: Kick - Min - Thy - Weeza - Nhóm 4: RichChoi - Droppy - Hazel - VSOUL - ICD - Nhóm 5: Tuimi - Rica - SCRIPB - Nevadie - Sóc Nâu - Nhóm 6: Winno - Mfree - Lowkey - Lona - Phởn - Chị Cả - Nhóm 7: Nhật Hoàng - Captain - D Blue - Slick - Kenji (P336) - Nhóm 8: Hoàng Đảo Chủ - MAS - Right - King Kudo - Nhóm 9: Linh Thộn - Ngắn - Vy Jacko - KN - PASSED - Nhóm 10: MC WIZ - Dablo - Billy - TBOSS - HIEUTHUHAI |

## Đón nhận và chỉ trích

### Mùa 1
Chương trình King of Rap, cùng với Rap Việt, là hai chương trình truyền hình thực tế đầu tiên tại Việt Nam được ra đời nhằm tìm kiếm những tài năng âm nhạc rap. Lần đầu tiên, cộng đồng nhạc underground được thưởng thức chương trình truyền hình với sân chơi chuyên nghiệp dành cho các rapper tên tuổi. Việc phát sóng trong cùng một ngày, cùng thể loại rap và trong khung giờ vàng trên sóng VTV3 đã làm cho King of Rap bước đầu có được những thành tích nhất định để thu hút khán giả. Trong vòng 48 giờ đầu, King of Rap có gần 4 triệu lượt xem, đứng ở vị trí thứ 4 trên bảng xếp hạng thịnh hành YouTube.
Hơn thế nữa, chương trình này liên tục được khán giả so sánh với Rap Việt từ huấn luyện viên cho đến thí sinh và những nhân vật hỗ trợ thí sinh, trong đó có cả màn trình diễn của các HLV "Nâng tầm hip-hop" ở tập 3.
Sau khi tập đầu tiên của vòng thi đấu nhóm King of Rap lên sóng (tập 3), trong vòng 18 giờ, chương trình tuy chỉ thu về 1 triệu lượt xem nhưng lại nằm ở vị trí thứ 8 trên top thịnh hành YouTube, dẫn trước tập 4 của Rap Việt (vị trí thứ 16 với 5,5 triệu lượt xem). Sau đó, tập 13 của chương trình cũng đã từng vượt qua tập 14 của Rap Việt để đứng tại vị trí thứ 3 trên top thịnh hành YouTube, với nhiều nhận định cho rằng điều này có thể là do á hậu Kiều Loan (Lona) bị loại khiến khán giả không khỏi tiếc nuối.
Tuy nhận được nhiều lời khen, chương trình cũng phải nhận nhiều lời chỉ trích từ dư luận. Trong tập 6 - tập đầu tiên của vòng Samples, khán giả chỉ trích về sân khấu, cách tạo hình, luật chơi... của chương trình. Họ cho rằng King Of Rap yếu hơn Rap Việt về mặt truyền thông, đồng thời cho rằng công ty Cát Tiên Sa - đơn vị sản xuất chương trình - suốt bao nhiêu năm vẫn giữ nguyên phần dàn dựng, biên tập và sân khấu giống như các chương trình cũ như Giọng hát Việt và Giọng hát Việt nhí. Hơn nữa, tại thời điểm chỉ trích, việc để Á hậu Kiều Loan (Lona) bước tiếp vào vòng Samples cũng khiến một bộ phận người yêu rap bức xúc vì họ cho rằng cô yếu cả về vần, flow và lyrics.
Không ít khán giả đã có góp ý rất dài và có tâm về chương trình, phê phán từ định dạng của chương trình, luật của các vòng đấu cho đến dàn dựng sân khấu, âm thanh lẫn các lần nhận xét của các HLV. Ngay cả Kimmese, một nữ rapper nổi tiếng trong làng rap, cũng bày tỏ sự bức xúc khi biên tập chương trình đã cố tình cắt ghép chiêu trò và làm giảm đi chất lượng thực sự của thí sinh khi lên sóng.

## Các sự việc liên quan

### Lộ kết quả vòng Hồi sinh và bình chọn sai luật
Trước ngày phát sóng đêm chung kết King of Rap, trên mạng xã hội xuất hiện nhiều bài tố cáo ICD đã gian lận khi anh kêu gọi khán giả bình chọn sai luật trong thời điểm ghi hình đêm Chung kết, đồng thời làm lộ kết quả vòng Hồi sinh của chương trình dù vòng này đến ngày 7/11 mới được phát sóng. Bên cạnh đó, một bức ảnh được lan truyền rằng DJ Trang Moon trước thời điểm diễn ra buổi ghi hình đêm Chung kết cũng đã vô tình đăng tải bài viết kêu gọi bình chọn cho RichChoi - thí sinh của chương trình và cũng là bạn trai tin đồn của cô, tuy nhiên bài đăng này đã bị xóa trước khi buổi ghi hình đó diễn ra.

### Mâu thuẫn giữa ICD và Richchoi sau chương trình
Sau khi King of Rap kết thúc được gần một năm, Richchoi đã thể hiện thái độ không phục với kết quả của ban tổ chức thông qua mạng xã hội và một số bài nhạc, trong đó cho rằng ICD đã dùng tiền để mua chức quán quân; tuy nhiên chính ICD đã phủ nhận điều này. Mâu thuẫn giữa Richchoi và ICD kéo dài đến giữa năm 2024, khi cả hai đã có một cuộc beef (công kích nhau trên nhạc); đa số người nghe trong và sau trận đấu cho rằng ICD là người thắng cuộc đấu đó.
Sự ưu tiên của ICD
Cụ thể tại vòng chung kết, ICD đã được trình diễn 2 lần vì bị nứt kính, trong khi đó thì RichChoi bị đứt tai nghe và Chị Cả thì bị bay tóc giả thì lại không được diễn. Ngoài ra, đã có những câu chuyện về việc ICD hối lộ và"qua đêm" với ban tổ chức để đạt được Quán Quân. Điều này được thể hiện trong bài"Best Friend Freestyle"của RichChoi.

## Đề cử
| Năm  | Giải thưởng                   | Hạng mục                   | Đề cử                      | Kết quả |
| ---- | ----------------------------- | -------------------------- | -------------------------- | ------- |
| 2020 | WeChoice Awards 2020          | TV Show của năm            | Thế giới Rap - King of Rap | Đề cử   |
| 2021 | Giải thưởng Âm nhạc Cống hiến | Nghệ sĩ mới của năm        | ICD                        | Đề cử   |
| 2021 | Giải thưởng Âm nhạc Cống hiến | Nghệ sĩ mới của năm        | Pháo                       | Đề cử   |
| 2021 | Giải thưởng Âm nhạc Cống hiến | Chuỗi chương trình của năm | Thế giới Rap - King of Rap | Đề cử   |